# 하나카드
하나카드 주식회사(영어: Hana Card Co., Ltd.)는 하나금융그룹 계열의 여신 금융 서비스 업체이다. 기존의 하나SK카드와 외환카드가 인수 합병하면서 통합 출범하였다.

## 연혁
- 2014년 9월 : KEB외환은행에서 외환카드 분사
- 2014년 12월 : 하나SK카드 합병, 통합 하나카드 출범
- 2015년 7월 : 전산 통합 완료
- 2018년 10월 : 신세계백화점&시코르 제휴 카드 발급 개시
- 2019년 1월 : 첫 자체 은련 체크카드 출시
- 2022년 7월 : 하나금융지주 완전자회사 편입

## 취급 카드
- 국내 전용(JCB One Way 브랜드) / 비자카드 / 마스터카드 / 마에스트로 / 아멕스 / 은련
- 토스뱅크 체크카드

### 글로벌 페이아멕스체크카드
대한민국의 카드사들 중 유일하게 아멕스가 달린 체크카드인 "글로벌 페이 체크카드"를 발행하고 있다. 단, 일반적인 체크카드와 달리 하나은행의 "글로벌 페이 통장"에만 연결되는 상품이며, 원화로 결제할 수 없고 USD로만 결제된다. 이 체크카드는 글로벌 페이 통장에다가 현금을 이체함과 동시에 달러로 전환된 후 해당 달러 잔액으로 사용하는 방식이어서 외화 선불카드와 비슷한 성격의 체크카드다. 외화 선불카드로 보더라도 아멕스가 달린 것은 이 카드가 유일하다. USD로 결제시 결제 수수료가 아예 없기 때문에 환전 수수료만 부과되나, USD 이외의 통화는 아멕스의 로열티인 1.4%가 부과된다. 아마존닷컴같은 곳에서 해외직구용으로 사용이 가능하나, 구글 플레이나 애플의 아이튠즈 스토어 등지에서 소액결제로는 이용할 수 없다. 외국에서 국제현금카드로 이용이 가능하지만, 1회 인출시 3달러가 든다.

## 특징
KB국민카드를 비롯한 신한카드와 더불어 체크카드의 비접촉결제 보급에 적극적인 카드사다. 대부분 후불교통카드를 적용할 때 비접촉결제가 기본적으로 장착된다.
다이너스 클럽을 제외한 대부분의 국제 브랜드를 지원하지만, 은련은 다소 늦게 지원을 시작했다. JCB는 해외신판 수수료 적용 여부 때문에 One way가 적용된 것과 오리지널 JCB를 구분해야 하며, 오리지널 JCB는 대부분 하나BC카드에 있다.
체크카드는 마스터카드와 상대적으로 더 친한 편이다.
자사의 카드 사용으로 적립되는 포인트는 하나머니로 불리며, 옛 외환카드의 포인트인 예스포인트 등의 체계를 통합하여 개칭했다.
하나머니를 결제용으로 이용하는 선불카드도 발급하고 있으며, 2022년 7월에는 마스터카드가 달린 하나머니 선불카드인 "트래블로그"를 출시했다. 이후에는 트래블로그의 은련 버전을 추가했다.

## 발급 기관 및 제휴사
인터넷 전문은행인 토스뱅크를 비롯한 은행권과 증권사의 카드들은 제휴 금융기관의 현금카드 탑재가 가능하다. 단, 체크카드는 하나은행으로 연결하지 않으면 해외신용판매가 안 되고, 현금카드로도 이용할 수 없다.
은련이 달린 체크카드는 하나BC의 "벗 체크카드"만 나왔지만 IC칩 호환성 문제로 2016년 5월 23일에 발급이 잠시 중단됐다가, 전국호환형 티머니로 교체함과 동시에 발급이 재개됐다. 2019년 9월 24일에는 L.pay 체크카드가 추가됐다. 2019년 1월 30일에는 첫 자체 은련 체크카드인 "길한통 체크카드"를 출시했으며, 이후 시코르 체크카드에 은련이 추가됐다. 단, 은련의 로열티를 받지 않는 길한통과 달리, 시코르는 은련의 브랜드 로열티를 받는다. 길한통 체크카드는 보기 드물게 은련의 비접촉 결제 서비스인 퀵패스를 장착한 체크카드다.
은련은 브랜드 로열티 0.8% 중 0.2%를 하나카드에서 부담해 왔으나, 2019년 9월에 약관을 개정하면서 비자카드와 함께 은련의 브랜드 로열티 전액을 사용자들로부터 받기로 했다.
자사의 JCB One Way 카드의 경우 KB국민카드의 JCB K-world, NH농협카드의 JCB W처럼 국내 전용 연회비 그대로 국제 결제 수수료 없이 해외 이용 및 해외 특화 서비스를 받을 수 있으므로 1%의 국제 결제 수수료가 부과된다.
선불카드는 한동안 맥스카드 기반으로 발행하다가 2013년 3월 7일에 자체 선불카드인 "내 카드"를 출시해서 발행한 적이 있었으나, 2017년 1월 26일에 발급이 중단됐다. 이후로는 핀크 혹은 자체 카드 포인트인 하나머니 기반의 선불카드를 발행하고 있으며, 핀크 및 하나멤버스 앱에서 신청이 가능하다. 2022년에는 마스터카드가 장착된 하나머니 기반 선불카드인 "트래블로그"를 출시했고, 2023년에는 트래블로그의 은련 버전이 추가됐다. 2024년에는 비자카드가 장착된 하나머니 기반 선불카드인 "트래블GO"를 추가했다.
2020년 7월 6일부터 체크카드는 발급 수수료 2,000원을 받는다. 발급한 체크카드로 발급한 달의 익월 말일까지 1만 원 이상 이용하면 발급비를 캐시백해 준다. 지역화폐 및 바우처 기능의 체크카드에 대해서는 발급 수수료를 면제하며, 신분증(학생증 포함) 기능이 탑재된 체크카드에 대해서는 최초 1회 발급 시에만 발급 수수료를 면제한다. 기명식 선불카드인 하나머니 카드는 발급 수수료를 받지 않으므로, 동일한 카드 전산 시스템을 공유하는 토스뱅크 체크카드에도 개정된 조항을 적용한다.
- 하나은행
- NH농협은행, 농협[2]
- 국민은행
- 신한은행
- 우리은행
- 중소기업은행
- HSBC
- 하나저축은행
- 하나금융투자
- SK증권
- 미래에셋증권
- 토스뱅크

전산 시스템 공유
- 토스뱅크 (체크카드)

## 후불교통카드
| 지하철/버스사용          | 사용가능지역 |
| ------------------------ | --- |
| 지하철 버스 사용지역     | 수도권(서울, 경기, 인천 - 서해선 광역전철 포함), 동남권(부산, 울산, 양산 - 동해선 광역전철 포함), 대경권(대구, 경산), 대전, 광주, 아산, 천안, 춘천, 경전철 |
| 버스 전 사용지역         | 울산, 제주도, 충북, 충남, 세종, 경북, 강원, 전북, 전남 |
| 경남 일부 버스 사용 지역 | 창원, 밀양, 사천, 양산, 진주, 함안, 의령, 거제, 통영, 산청, 함양, 거창, 합천, 창녕, 고성, 남해, 하동 (김해 차후 사용예정)                                  |
| 경전철사용 지역          | 의정부, 용인, 부산~김해, 우이신설 |
| 시외 버스 사용 지역      | 경기, 충북, 제주, 경남 (강원, 충남, 전북, 전남, 경북 차후 사용예정)                                                                                        |

- 유료도로

| 사용지역 | 사용가능도로 |
| -------- | --- |
| 서울     | 남산터널(1, 3호), 우면산터널, 용마터널, 강남순환도로 |
| 인천     | 만월산터널 |
| 대전     | 갑천도시고속도로 |
| 대구     | 동부순환도로(범안로) |
| 고속도로 | 한국도로공사 구간, 인천국제공항고속도로, 인천대교, 천안-논산, 대구-부산, 서울-춘천, 평택-시흥, 부산-울산, 평택-파주, 광주-원주 (민자고속도로 2016.11.11부터) |

## 같이 보기
- 하나은행
- 토스뱅크
- 하나에스케이카드
- 외환신용카드
- 비씨카드
- 대한민국의 신용카드사 목록
- 하나금융지주
- 하나캐피탈